# 入倉都
入倉 都（いりくら みやこ、1978年4月21日 - ）は、日本の女性シンガーソングライター。旧芸名、長谷川 都（はせがわ みやこ）→ハセガワ ミヤコ。
東京都出身。2000年9月22日に「ミルク」にてデビュー。

## 略歴
中学時代から作詞・作曲を行い、高校時代に作成した「はなうた〜明日が思い出になるまえに〜」のデモテープをきっかけに歌手としての活動を開始し、2000年「ミルク」でデビュー。
2006年7月に活動を休止、2007年1月21日から再開。
2007年1月10日オフィシャルホームページにて、長谷川都からハセガワ ミヤコ（スペースは本人指定）へ改名することを発表。
2008年3月13日、ドラマーでパーカッショニストの入倉リョウとの結婚を発表。
2008年6月からは、戸田和雅子とのユニットQuinocoとしても活動中。
2012年春、オフィシャルホームページにて、ハセガワ ミヤコから本名入倉 都へ改名することを発表。
自主企画イベントとして「歌種」を主宰。

## 作品

### シングル
- ミルク（2000年9月21日）
- 空の見える公園（2000年11月22日）
- 忘れないよ?（2001年3月28日)
- ほんとうの恋のお話（2001年11月21日）
- はなうた（2002年6月26日）
- 愛ゆらら（2003年12月21日）
- 満ちてゆく/こころの声（2005年2月16日）

### アルバム
- 歌をうたおう（2001年7月25日）
- 折々（2002年8月28日）
- 歌種（2005年12月21日）
- 夜（2009年9月2日）
- 愛をひとつ（2010年10月6日）
- 虹色（2012年12月9日）

### その他
- きむらゆういち絵本のBGM（2007年9月8日） - 作曲、ピアノ演奏、朗読を行っている

## 楽曲提供
- 七色（作詞） - Jazztronik『七色』（2004年2月4日）収録
- ユメノツヅキ（作詞） - Jazztronik『JTK』収録
- 優しい涙（作詞・作曲） - 我那覇美奈『優しい涙』（2009年5月17日）収録

## 参加楽曲
- NapsaQ『NapsaQ〜青春ソングリクエスト〜』（コーラス、フルートで参加）
- 玉城ちはる「君が愛の種」
- metro trip「パートタイムクリスマス!」（『月とドライブ+5〜metro trip 10th anniversary〜』収録）